# 788
788 (DCCLXXXVIII) var ett skottår som började en tisdag i den julianska kalendern.

## Händelser

### Okänt datum
- Stiftet Bremen upprättas av Karl den store.
- Karl den store införlivar Bayern med sitt rike.
- Abd ar-Rahman I efterträds av Hisham I som Emir av Córdoba.

## Födda
- Abd ar-Rahman II, emir av Cordoba.

## Avlidna
- Abd ar-Rahman I, grundare av den Umayyadiska dynastin.